# Levan Kenia
Levan Kenia - em georgiano, ლევან ყენია (Tbilisi, 18 de outubro de 1990) - é um futebolista georgiano.